# Alexander von Hartmann
Alexander von Hartmann (11 de diciembre de 1890 - 26 de enero de 1943) fue un general en la Wehrmacht durante la II Guerra Mundial que comandó la 71.ª División de Infantería. Fue condecorado con la Cruz de Caballero de la Cruz de Hierro de la Alemania Nazi. Hartmann murió el 26 de enero de 1943 durante la batalla de Stalingrado y fue promovido póstumamente a General de Infantería.
Antes de su muerte Hartmann afirmó, "Tengo la intención de ir con mi infantería a la línea de frente... Buscaré la muerte entre sus filas. Estar cautivo es deshonroso para un general." Murió instantáneamente cuando fue disparado en la cabeza mientras permanecía en pie en el terraplén del ferrocarril disparando "tiro tras tiro con su rifle."

## Condecoraciones
- Cruz de Caballero de la Cruz de Hierro el 8 de octubre de 1942 como Generalleutnant y comandante de la 71. Infanterie-Division[2]